# Néphron
 (juin 2013).
Le néphron est l'unité structurale et fonctionnelle du rein. Il permet la formation d'urine. Chacun des deux reins humains en contient environ 1 000 000.

## Embryologie
Le rein définitif est issu du métanéphros, troisième appareil rénal de la vie utérine après le pronéphros et le mésonéphros. Ses éléments se développent à partir d'une masse cellulaire, issue du mésoblaste intermédiaire, appelée blastème métanéphrogène.
Ce tissu se divise en amas cellulaires autour des tubes collecteurs nouvellement formés. Ces amas se différencient en petites vésicules, les vésicules rénales, qui donnent naissance à de petits tubules. Ces tubules donneront les néphrons. Leur extrémité proximale s'invagine pour donner la capsule de Bowman du glomérule alors que leur extrémité distale s'ouvre chacune dans un des tubes collecteurs, mettant ainsi en communication le glomérule et l'appareil excrétoire.
La courbure initiale des tubules s'accentue progressivement et entraîne la formation des tubules contournés proximaux et distaux ainsi que des anses de Henle.

## Types et structure

Le néphron. 1 : glomérule ; 2 : artériole efférente ; 3 : capsule de Bowman ; 4 : tube contourné proximal ; 5 : tube collecteur ; 6 : tube contourné distal ; 7 : anse de Henle ; 8 : canal collecteur ; 9 : capillaires péritubulaires ; 10 : veine arquée ; 11 : artère arquée ; 12 : artériole afférente ; 13 : appareil juxtaglomérulaire.

Le néphron est globalement constitué de deux structures : 
- un corpuscule rénal ;
- un système tubulaire.

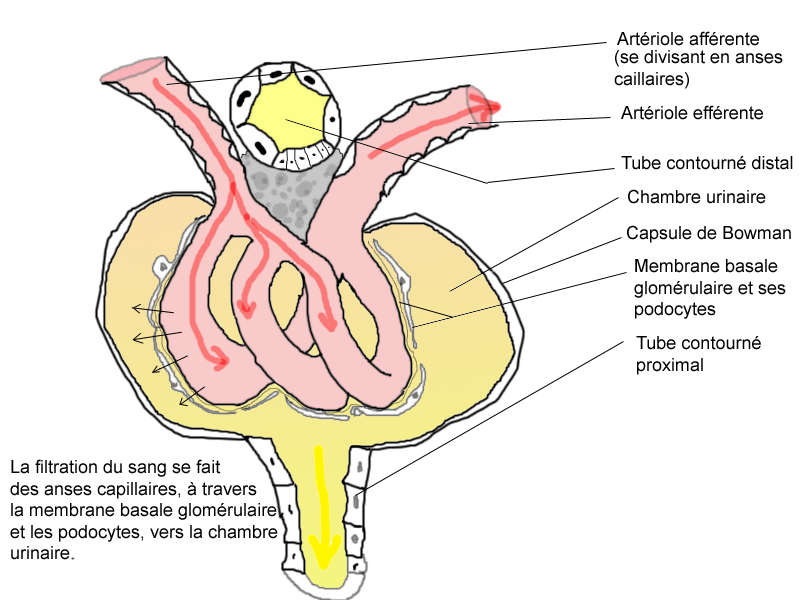
Le glomérule du néphron.

Le corpuscule rénal est la portion initiale du néphron, de forme sphérique, où s'effectue le filtrage du plasma. Ce filtrage n'est pas sélectif quant à la nature des solutés présents dans le plasma, bien qu'il ne laisse pas passer les protéines et molécules dont le poids excède 69 kDa. Le liquide obtenu est l'ultrafiltrat (également appelé urine primitive), dont le contenu est conditionné à travers le système tubulaire avec lequel il est contigu. 
Le corpuscule rénal est la réunion d'une composante vasculaire et d'une composante épithéliale : on a d'un côté le pôle vasculaire, qui contient un lit capillaire en forme de peloton à haute pression appelé le glomérule, et de l'autre côté, le pôle urinaire, ou passe l'ultrafiltrat, constitué de la capsule de Bowman. La capsule de Bowman est revêtue de deux feuillets épithéliaux séparés par un espace appelé la chambre urinaire, dans lequel passe l'ultrafiltrat, pour ensuite intégrer le système tubulaire. 
Le système tubulaire consiste en une succession de tubules droits et contournés. Il est constitué de plusieurs parties :
- le tube contourné proximal ;
- l'anse de Henlé, située dans la médullaire, en forme de U, avec une partie descendante et une partie ascendante ;
- le tube contourné distal.

Le tube contourné distal se jette dans le tube collecteur. Ce dernier dérivant embryologiquement du bourgeon urétéral (et non du blastème métanéphrogène comme le néphron) il n'est pas considéré comme faisant partie du néphron. L'ensemble néphron et tube collecteur forment une unité appelé tube urinifère. Certains néphrons se jettent dans le système collecteur via un segment additionnel, le tubule connecteur.  
Les corpuscules rénaux ne se situent que dans le cortex rénal, où ils sont responsables de son aspect granuleux. On distingue plusieurs types de néphrons selon la localisation du corpuscule rénal : 
- les néphrons superficiels/corticaux. Leur corpuscule rénal est situé dans la partie externe ou moyenne de cortex, ils sont qualifiés de "néphrons courts" car leurs anses de Henle (partie du néphron situé dans la médullaire) sont courtes et n'atteignent pas la médullaire interne ;
- les néphrons juxtamédullaires. Leur corpuscule rénal est situé près de la jonction cortico-médullaire, à proximité des artères arciformes. Ils sont qualifiés de « néphrons longs » car leurs anses de Henle sont longues et atteignent la médullaire interne, et des fois s'étendent jusqu'aux apices des pyramides médullaires. Ils comptent uniquement pour 1/8e de l'ensemble des néphrons mais leur rôle physiologique est primordial car ils permettent de former une urine hypertonique et donc la réabsorption d'eau au niveau de leurs anses descendantes ;
- les néphrons intermédiaires.

### Corpuscule rénal

#### Structure du corpuscule rénal
De forme sphérique et mesurant entre 200 et 300 µm, le corpuscule rénal est formé des structures suivantes :
- le glomérule, boule de capillaires sanguins issus de l'artériole afférente. Le glomérule permet la filtration du sang et la formation de l'urine primitive. Les capillaires se rassemblent ensuite pour former l'artériole efférente ;
- la capsule de Bowman, sac borgne formé de deux feuillets de cellules, entourant le glomérule, recueillant l'urine primitive et débouchant à son autre extrémité dans le tubule contourné proximal ;
- le mésangium, tissu interstitiel composé de cellules dites mésangiales et d'une matrice intercellulaire. Les cellules mésangiales sont des fibroblastes spécialisés. Elles ont des propriétés contractiles, macrophagiques et peuvent synthétiser de la matrice extracellulaire et du collagène. Elles sécrètent en outre des prostaglandines, des endothélines et des cytokines. En se contractant, sous l'influence des endothélines, les cellules mésangiales contrôlent le flux sanguin dans les capillaires et influencent ainsi la filtration glomérulaire ;
- les podocytes, cellules formant le feuillet interne de la capsule de Bowman. Elles entourent les cellules des capillaires glomérulaires, notamment grâce à des prolongements cytoplasmiques ou pieds. Le réseau dense formé par ces prolongements représente une structure importante du filtre glomérulaire.

#### Filtre glomérulaire

Adaptation du débit de la filtration.

La fonction du glomérule est de filtrer le sang des capillaires glomérulaires et de former l'urine primitive, appelée également ultrafiltrat.
La barrière de filtration du glomérule est composée de trois couches :
- l'endothélium fenêtré des capillaires, pourvu de petits pores de 50 à 100 nm de diamètre, qui permet le passage de substances comme l'eau, le sodium, l'urée, le glucose et les petites protéines, mais empêche celui des éléments cellulaires du sang (leucocytes, érythrocytes, etc.) et des macromolécules dont le poids moléculaire est égal ou supérieur à 68 000 Da ;
- la lame basale (d'une épaisseur de 240 à 340 nm), empêchant le passage des grosses protéines ;
- les fentes de filtration (d'une épaisseur de 25 nm) formées par les podocytes et recouvertes d'un mince diaphragme de 4 nm d'épaisseur. Ces fentes empêchent le passage des petites protéines.

De plus, il existe dans ce filtre une restriction liée à la charge électrique des glycoprotéines polyanioniques de surface (sulfate d'héparane) recouvrant les structures de la barrière capillaire. Les molécules chargées positivement ou non chargées sont donc filtrées plus facilement.

#### Capsule glomérulaire
Il s'agit du début du néphron. C'est un sac aveugle renflé en ampoule à double-feuillet qui correspond à la partie urinaire du corpuscule rénal (corpuscule de Malpighi). Elle reçoit l'ultrafiltrat du plasma filtré par la paroi du glomérule. Le liquide contenu dans cette capsule de Bowman constitue l'urine primitive. Sa composition va être modifiée dans le reste du néphron.

Schéma d'un corpuscule rénal.

#### Formation de l'urine primitive
La filtration du sang s'effectue au niveau des capillaires du glomérule. Cette filtration, passive, est due au gradient de pression qui existe entre la pression artérielle de l'artériole afférente et la pression, plus basse, du glomérule lui-même.
Le taux de filtration glomérulaire (volume d'urine primitive de l'ensemble des glomérules par unité de temps) est normalement de 100 à 120 ml/min. Chez l'adulte, environ 180 litres sont filtrés chaque jour, soit 36 fois l'ensemble du volume sanguin, mais l'urine primaire est par la suite réabsorbée à 99 % dans les tubules, menant à une production finale d'urine d'environ 1,5 litre par jour. Ce taux est appelé débit de filtration glomérulaire (DFG).

### Tubules rénaux
Le système tubulaire est une succession de tubules qui conduisent l'urine du glomérule au tube collecteur. Le passage par les tubules rénaux permet notamment la réabsorption d'une grande partie de l'eau filtrée par le glomérule ainsi que la sécrétion et la réabsorption de certaines molécules. Le système tubulaire peut-être divisé en plusieurs parties. Cette division n'est pas arbitraire mais prend en compte les différences de structure histologique et de fonction des segments concernés.

#### Tubule contourné proximal
C'est le plus long segment du néphron. Il est situé uniquement dans la corticale rénale et mesure 12 à 14 mm. Avec 50 à 60 µm de diamètre, il est aussi le plus large.
Il est bordé par un épithélium prismatique simple, dont le pôle apical comporte une bordure en brosse (microvillosités). Il présente également de nombreux replis baso-latéraux renfermant des mitochondries, responsable de l'éosinophilie du cytoplasme. 
70 % de l'eau, du glucose, du sodium, du potassium et du chlore présent dans l'urine primaire sont réabsorbés à ce niveau.
Il est situé après la capsule glomérulaire et avant l'anse de Henlé ; il participe à la réabsorption de certaines substances.

##### Réabsorption tubulaire
La réabsorption tubulaire possède deux mécanismes de transport à travers la membrane :
- un transport passif : l'osmose et la diffusion (exemple : l'eau est transférée par osmose) ;
- un transport actif : nécessité d'un travail cellulaire (exemple : le glucose, le sodium).

La paroi du tubule possède des transporteurs qui récupèrent certaines molécules pour les renvoyer dans le milieu intérieur (sang). C'est le cas par exemple du glucose : il est filtré intégralement par le glomérule pour se retrouver dans l'urine primitive au niveau de la capsule de Bowman. Dans des conditions normales, il est totalement réabsorbé par des transporteurs spécifiques et est totalement absent de l'urine finale. Il n'est plus réabsorbé si le taux est supérieur à 1,70 g/L, on parle de substance seuil. Dans le cas d'un diabète où le taux de sucre dans le sang est plus important, on retrouve du glucose dans les urines. C'est un premier témoin de la présence d'un diabète.

Le but de la réabsorption tubulaire est l'élaboration de l'urine définitive.
Il existe deux sortes de réabsorption :
- la réabsorption obligatoire : elle se fait dans le tube contourné proximal et qui a pour but d'élaborer la presque totalité du filtrat glomérulaire (99 %). Elle a lieu pour l'eau et le sodium (la réabsorption active du sodium associe une réabsorption passive de l'eau selon un phénomène d'osmose) ;
- la réabsorption facultative : elle est régulée par deux hormones :
  - la vasopressine (ADH), hormone antidiurétique de la neurohypophyse. Elle augmente la perméabilité du tube collecteur et favorise la réabsorption de l'eau grâce à l'ouverture de protéine transmembranaire appelée aquaporine. Par conséquent, l'ADH influence la concentration de l'urine sécrétée et influence le volume sanguin et la pression artérielle. La sécrétion de cette hormone est stimulée lors d'une hypovolémie notamment. Cela permet d'augmenter la réabsorption de l'eau dans le sang pour pallier une hypotension ;
  - l'aldostérone, sécrétée par les corticosurrénales. Elle favorise la réabsorption active du sodium dans le tube contourné distal et ainsi une réabsorption passive de l'eau.

Elle a pour but d'ajuster la composition de l'urine pour répondre aux besoins de l'organisme en maintenant l'homéostasie.
Ce mécanisme se met en route en cas d'hypotension liée à l'hypovolémie, en cas de déshydratation…
Si la volémie chute, la pression intra-rénale chute aussi. L'appareil juxta-glomérulaire (dans la capsule de Bowman) sécrète alors de la rénine et convertit, lors du passage du sang dans le glomérule, l'angiotensinogène du foie en angiotensine 1. Pendant ce temps, les poumons sécrètent une enzyme de conversion qui transforme l'angiotensine 1 en angiotensine 2.

L'angiotensine 2 permet la vasoconstriction donc une augmentation de pression et une augmentation de la filtration glomérulaire qui n'a lieu que pour une pression suffisante de 60 mmHg.
La rénine déclenche aussi la sécrétion d'ADH et d'aldostérone et donc l'absorption de sodium afin de retrouver un équilibre hydro-électrolytique.

##### Sécrétion tubulaire
En parallèle avec la réabsorption tubulaire, la sécrétion tubulaire permet le passage de molécules du sang des capillaires péritubulaires vers le filtrat à travers les cellules du tubule. Elle permet d'éliminer dans l'urine des substances indésirables ou en excès qui ont été insuffisamment filtrées au niveau du glomérule. Les mécanismes sont toujours actifs (transport contre le gradient de concentration) et font appel à des transporteurs spécifiques.
La sécrétion tubulaire est aussi impliquée dans la régulation du pH sanguin en modulant la sécrétion des ions H+ et de HCO3−.

#### Anse de Henle
L'anse de Henle est le segment droit du néphron qui permet de former une urine hypertonique. Il est présent majoritairement dans la médullaire, mais une partie se situe dans le cortex, également droite, et forme avec le système collecteur les irradiations médullaires. L'anse de Henle a une forme de U et forme une boucle dans la médullaire ; il part du tube contourné proximal dans le cortex, descend dans la médullaire, fait une boucle et remonte vers le tube contourné distal présent dans le cortex. On distingue donc une partie descendante et une partie ascendante. Chacune de ces parties possède un segment épais et un segment étroit (grêle). 
Certains auteurs parlent de tube droit proximal pour la partie épaisse descendante de l'anse de Henle. Les parties épaisses de l'anse de Henle ont une ultrastructure très proche de celle des tubes contournés. La longueur de l'anse de Henle dépend du type de néphron ; les néphrons juxtamédullaires ont une longue anse de Henle, qui pénètre dans la médullaire interne, tandis que les néphrons corticaux ont une courte anse de Henle, qui ne va pas plus loin que la médullaire externe. 
L'anse de Henle est le segment le plus fin du néphron (12-15 µm de diamètre, pour la branche descendante), en forme d'épingle à cheveux (coude à 180°), plongeant dans la médulla et situé entre le tubule contourné proximal et le tubule contourné distal. L'anse de Henle possède un rôle majeur dans la concentration des urines (capacité proportionnelle à sa longueur). Elle doit son nom à F. G. J. Henle qui l'a décrite.

##### Branche descendante
La partie descendante (grêle) est totalement perméable à l'eau et imperméable aux ions.
Résultat : augmentation de l'osmolarité.

##### Branche ascendante mince
Cette branche est imperméable à l'eau et perméable au sodium et à tous les autres ions.
Résultat : diminution de l'osmolarité.

##### Branche ascendante épaisse médullaire
Cette branche est imperméable à l'eau et perméable au sodium et à tous les autres ions.
Résultat : diminution de l'osmolarité.

##### Branche ascendante épaisse corticale
Cette branche est imperméable à l'eau et perméable au sodium.
Résultat : diminution de l'osmolarité.

#### Tubule intermédiaire
Ceux des néphrons situés dans le cortex superficiel et moyen sont très courts, alors que ceux des néphrons juxtamédullaires (proches de la médullaire) sont longs.
Leur épithélium est pavimenteux, c'est-à-dire très aplati avec un noyau ovalaire.

#### Tubule droit distal
D'un diamètre de 25 à 35 µm, il débute dans la médullaire externe et remonte dans le cortex.
Son épithélium, cubique simple, présente une quasi-absence de différenciation morphologique de son pôle apical, avec uniquement quelques microvillosités, courtes et irrégulières.

#### Tubule contourné distal
D'un diamètre de 40 µm, il est entièrement situé dans la corticale rénale. Il est histologiquement identique au tubule droit distal.
Dans sa partie initiale, la réabsorption de sodium se fait par co-transport sodium-chlore. Dans la deuxième partie, elle est réglée par l'aldostérone, et se fait donc par des canaux à sodium, en échange de potassium.
Le tube distal est imperméable à l'eau. Il se jette dans le tube collecteur.
Sa partie contournée est en contact avec l'artériole afférente de son néphron au niveau d'une structure appelée l'appareil juxtaglomérulaire. C'est à ce niveau que se fait la sécrétion de rénine, hormone phare du contrôle de la tension artérielle par le rein.

Le tubule distal participe à l'élaboration de l'urine définitive. Il permet notamment si nécessaire la réabsorption de Na+ qui s'accompagne d'une réabsorption de Cl-, donc globalement une réabsorption supplémentaire de NaCl.

Par ailleurs il y a de toute petite réabsorption d'eau car la perméabilité du tubule distal est encore très faible, autrement dit, l'urine qui quitte le tubule distal est une urine toujours peu concentrée (environ 100 mosmols/L).

Le tubule distal permet en outre une réabsorption régulée de Ca, sous l'effet de deux hormones qui sont l'hormone parathyroïdienne (PTH) et le calcitriol (CT), sous l'influence notamment de la vitamine D.

La PTH augmente la réabsorption régulée de Ca tandis que la CT diminue cette réabsorption.
À la suite du tube contourné distal on trouve le tube collecteur cortical.

#### Tubule rénal collecteur
Le tubule collecteur possède une partie corticale et une partie médullaire.
De manière générale, 6 nephrons s'abouchent dans un tubule collecteur.

##### Tubule collecteur cortical
Sous l'effet d'hormones, il y aura modification de la perméabilité de la membrane plasmique.
On a trois hormones qui régulent cette perméabilité :
- l'aldostérone (sécrétée au niveau des corticosurrénales) d'une part, qui permet une augmentation de la réabsorption de Na+, et par conséquent d'eau, ce qui entraîne une augmentation du volume sanguin (volémie) et donc une augmentation de la tension artérielle ;
- l'ANP (sécrétée au niveau de l'oreillette cardiaque), qui inhibe la réabsorption de Na+, donc favorise l'élimination d'eau.
Ceci entraîne une diminution de la volémie et donc de la tension artérielle.
C'est cette urine qui va pénétrer dans le tube collecteur dans sa partie médullaire ;
- la vasopressine (ADH:Hormone Antidiurétique) qui va augmenter le transport de l'eau, en induisant la synthèse de canaux (Aquaporine 2).

La concentration de l'urine dépend de l'hormone ADH et de sa conséquence sur l'absorption d'eau : en l'absence d'ADH, les tubules collecteurs sont imperméables à l'eau et l'urine résultante est diluée ; en présence d'ADH ils sont perméables et l'urine résultante est concentrée.

##### Tubule collecteur médullaire
Les tubules collecteurs sont localisés dans la partie radiée (anciennement, pyramides de Ferrein). Chacun d'entre eux reçoit les tubules contournés distaux de 11 néphrons en moyenne. Ils descendent de façon rectiligne dans la médullaire rénale, augmentant progressivement de diamètre. Au niveau de la médullaire interne, ils fusionnent par groupes de huit pour former un canal papillaire.

### Canaux de Bellini
Les canaux de Bellini possèdent des canaux sodiques permettant l'excrétion finale des ions sodiques.

### Irrigation sanguine du néphron
L'irrigation sanguine passe par plusieurs veines et artères. En y allant dans l'ordre :
- aorte,
- artère rénale,
- artère segmentaire,
- artère interlobaire,
- artère arquée,
- artère interlobulaire,
- artériole afférente,
- artériole glomérulaire,
- capsule glomérulaire,
- artériole efférente,
- capillaires péritubulaires et vasa recta,
- veine interlobulaire,
- veine arquée,
- veine interlobaire,
- veine rénale,
- veine cave inférieure.

## Pathologie
Les maladies du glomérule rénal constituent les glomérulopathies.

## Sources
- Dr Marion Mehrenberger, « Diagnos = initiation au diagnostic anatomoclinique des glomérulopathies » (consulté le 23 septembre 2006)
- * www.unifr.ch, « Le néphron » (consulté le 23 juillet 2008)
- www.nephrohus.org, « Notion de permsélectivité glomérulaire » (consulté le 25 juillet 2008)
- J. Langman (trad. de l'anglais), Embryologie médicale, Paris, éditions Masson, coll. « Abrégés », 1994, 458 p. (ISBN 2-225-84315-5)